# Synageles scutiger
Synageles scutiger là một loài nhện trong họ Salticidae.
Loài này thuộc chi Synageles. Synageles scutiger được Jerzy Prószyński miêu tả năm 1979.